# جراح‌ماهی آشیل
جراح ماهی آشیل (نام علمی: Acanthurus achilles) نام یک گونه از سرده جراح‌ماهی است.این گونه ماهی در اقیانوس آرام یافت می شود.

## مشخصات
اندازه این گونه ماهی نسبتاً متوسط می باشد.حد اکثر طول ثبت شده برای این گونه ماهی ۲۵ سانتی متر می باشد.

## تغذیه
تغذیه این ماهی از جلبک های دریایی صورت می گیرد.

## پراکندگی و زیستگاه
این گونه ماهی در جزایر مرجانی واقع در ،جزایر هاوایی و جزایر پیت کرن و جزایر ماریانا و در کوشرهایی همچون مکزیک و گواتمالا یاف می شود.